# 維京斯科耶湖
58°29′09″N 28°54′16″E / 58.48583°N 28.90444°E
維京斯科耶湖（俄语：Битинское），是俄羅斯的湖泊，位於該國西北部，由普斯科夫州負責管轄，面積1平方公里，集水區面積8.41平方公里，平均水深3米，最大水深8米。